# Bożena Kotkowska
Bożena Teresa Kotkowska z domu Mędrala (ur. 25 sierpnia 1964 w Bielsku-Białej) – polska polityk i działaczka związkowa, posłanka na Sejm VI kadencji.

## Życiorys
Ukończyła studia na Uniwersytecie Śląskim, po których rozpoczęła pracę w szkolnictwie, działając równocześnie w strukturach Związku Nauczycielstwa Polskiego. Należała do Sojuszu Lewicy Demokratycznej. W wyborach samorządowych w 1998 bezskutecznie ubiegała się o mandat radnej Bielska-Białej z listy SLD. W latach 2002–2006 zasiadała w radzie miasta. W 2004 przystąpiła do SDPL, w tym samym roku stanęła na czele struktur tej partii w powiecie bielskim i kandydowała bez powodzenia do Parlamentu Europejskiego. W 2005 bezskutecznie startowała do Sejmu. W 2006 została wiceprzewodniczącą SDPL w województwie śląskim.
W przedterminowych wyborach parlamentarnych w 2007 startowała z 1. miejsca na liście LiD w okręgu bielskim. Uzyskała 15 234 głosy i jako jedyna w tym okręgu kandydatka Lewicy i Demokratów uzyskała mandat poselski.
W kwietniu 2008 wstąpiła do Koła Poselskiego SDPL-Nowa Lewica. W grudniu tego samego roku odeszła z partii i z koła wraz z dwoma innymi posłami, motywując to polityką SDPL ukierunkowaną, ich zdaniem, przeciwko SLD. We wrześniu 2009 przystąpiła do Unii Pracy, a kilka tygodni później do klubu poselskiego Lewica (później przemianowanym na KP SLD). W 2011 nie została ponownie wybrana do Sejmu. W 2018 była kandydatką Prawa i Sprawiedliwości w wyborach do rady miasta.